# Heterusia ceresia
Heterusia ceresia là một loài bướm đêm trong họ Geometridae.